# Palesisa maculosa
Palesisa maculosa là một loài ruồi trong họ Tachinidae.